# Северные Марианские Острова на Универсиадах
Северные Марианские Острова принимают участие в Универсиадах начиная с летней Универсиады 2011 года в Шэньчжэне. На зимних Универсиадах спортивная делегация Северных Марианских Островов не участвовала ни разу.
На настоящее время (после летней Универсиады 2021 и зимней Универсиады 2023) спортсмены Северных Марианских Островов на всех Универсиадах медалей не завоевали.